# Coleophora subtremula
Coleophora subtremula is een vlinder uit de familie kokermotten (Coleophoridae). De wetenschappelijke naam is voor het eerst geldig gepubliceerd in 2002 door Anikin.
De soort komt voor in Europa.